# Apollo 1
Apollo 1 este numele oficial dat ulterior misiunii Apollo/Saturn 204 (AS-204), misiune care nu a fost lansată. Modulul său de comandă (CM-012) a fost distrus de un incendiu în timpul unui test și exercițiu de antrenament la 27 ianuarie 1967 la Pad 34 (Launch Complex 34, Cape Canaveral, denumit atunci Cape Kennedy) pe o rachetă Saturn IB. Echipajul de la bord era compus din astronauți aleși pentru prima misiune umană din cadrul programului Apollo: pilotul comandant Virgil I. "Gus" Grissom, pilotul senior Ed White și pilotul Roger B. Chaffee. Toți trei au murit în incendiu.
Deși sursa incendiului nu a fost identificată clar niciodată, moartea astronauților a fost atribuită unei game largi de greșeli de proiectare periculoase din primul modul de comandă al programului Apollo. Printre acestea, s-a numărat utilizarea unei atmosfere presurizate cu 100% oxigen, erori de cablare și conectare, materiale inflamabile în cabină (cum ar fi un Velcro), o trapă cu deschidere spre interior care nu se deschidea în asemenea situații de urgență și costumele de zbor purtate de astronauți.